# Ma’an
Ma’an (arab. معان) – miasto w południowej Jordanii, 218 km od Ammanu. Stolica muhafazy Ma’an. Zamieszkuje ok. 50 000 osób. Miasto założone przez Nabetajczyków. Ważny węzeł komunikacji drogowej i kolejowej. Port lotniczy.